# Нік Даєр-Візефорд
Нік Даєр-Візфорд (англ. Nick Dyer-Witheford; нар. 1951) — доцент кафедри інформації та медіа-досліджень Університету Західного Онтаріо. Автор книг «Кібер-Маркс: цикли і схеми боротьби за високотехнологічного капіталізму» (1999) та «Кіберпролетаріат: глобальна праця в цифровому вихорі» (2015). Спільно з українською дослідницею Світланою Матвієнко написав книжку «Кібервійна і революція» (2019).
Сфера його досліджень насамперед зосереджена на розвитку технологій та Інтернету, а також на їхньому постійному впливі на сучасне суспільство.

## Праці
Книги
- 1999: Cyber Marx: Cycles and Circuits of Struggle in High-technology Capitalism, University of Illinois Press
- 2003: Digital Play: The Interaction of Technology, Culture, and Marketing, McGill-Queen's University Press
- 2009: Games of Empire: Global Capitalism and Video Games, University of Minnesota Press
- 2015: Cyber Proletariat: Global Labour in the Digital Vortex, Pluto Press
- 2019: Cyberwar and Revolution: Digital Subterfuge in Global Capitalism, University of Minnesota Press
- 2019: Inhuman Power: Artificial Intelligence and the Future of Capitalism, Pluto Press

Переклади українською
- Кіберпролетаріат: глобальна праця в цифровому вихорі // Спільне, 17 листопада 2015.
- Платформи червоного достатку // Спільне, 21 квітня 2017.
- Нік Даєр-Візефорд, Світлана Матвієнко. Кібервійна і революція. Київ: Критика, 2021.